# 1 − 2 + 3 − 4 + ⋯

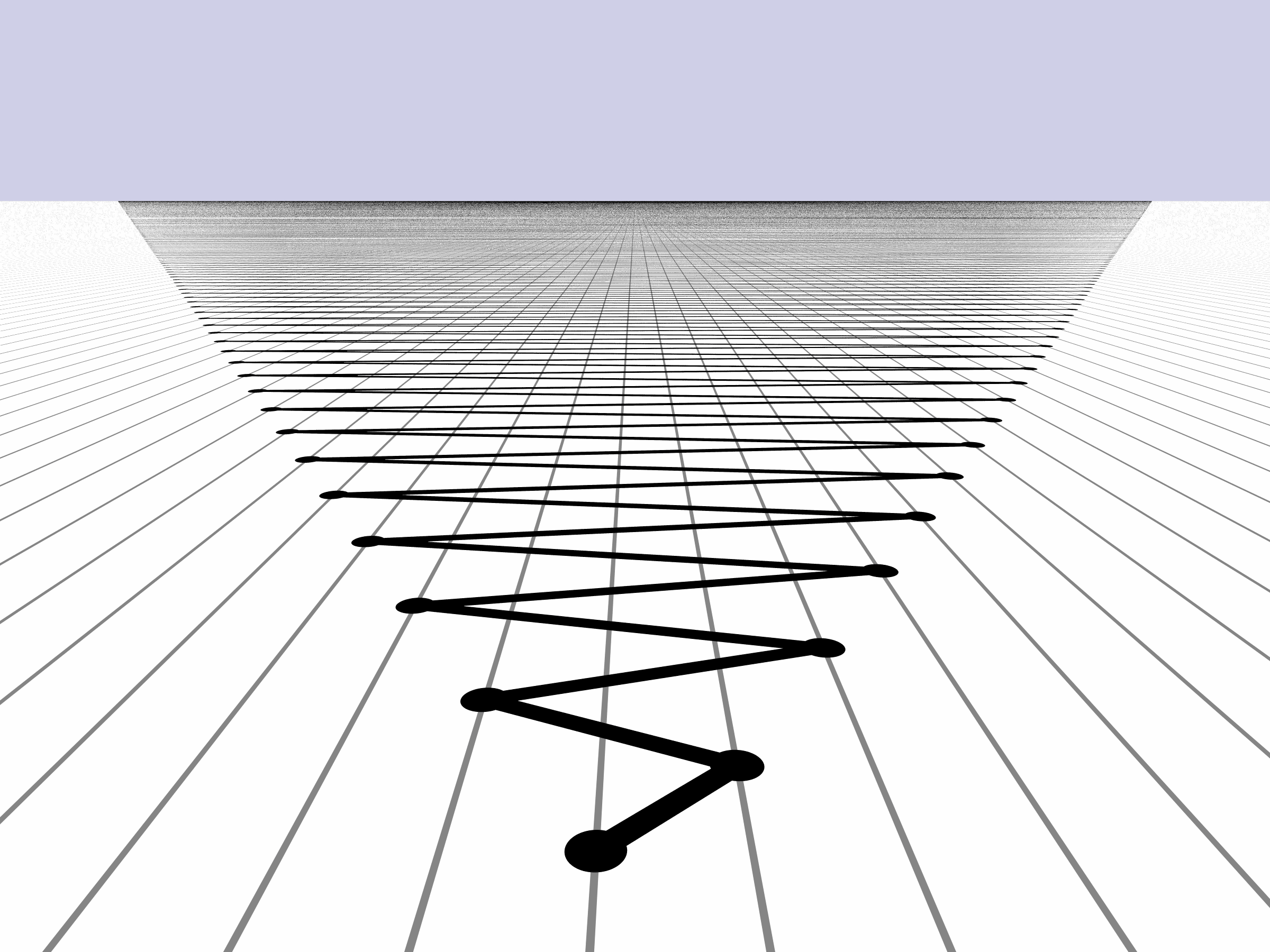
De eerste paar duizend partiële sommen van 0 + 1 − 2 + 3 − 4 + ⋯

In de wiskunde is 1 − 2 + 3 − 4 + ⋯ de reeks waarvan de termen de opeenvolgende positieve gehele getallen zijn met  alternerend teken. De partiële som van de eerste m termen kan compact worden uitgedrukt als
{\displaystyle \sum _{n=1}^{m}n(-1)^{n-1}}
De reeks divergeert, wat betekent dat de rij van de partiële sommen, (1, −1, 2, −2, …), niet convergeert naar een eindige limiet. Niettemin schreef Leonhard Euler in het midden van de 18e eeuw de volgende vergelijking op, waarvan hij toegaf dat het een paradoxale vergelijking was:
{\displaystyle 1-2+3-4+\cdots ={\frac {1}{4}}}
Een strenge uitleg van deze vergelijking zou pas veel later komen. Vanaf 1890 zochten Ernesto Cesàro, Émile Borel en anderen naar goed gedefinieerde methoden om gegeneraliseerde sommen toe te wijzen aan divergente reeksen — met inbegrip van nieuwe interpretaties van Eulers pogingen. Veel van deze methoden komen uiteindelijk op eenvoudige wijze uit op 14 als 'som' van 1 − 2 + 3 − 4 + ⋯. De sommatie van Cesàro is een van de weinige methoden die voor 1 − 2 + 3 − 4 + ⋯ niet op 14 uitkomt, en de reeks is dus een voorbeeld van een reeks waar een iets sterkere methode, zoals de Abel-sommatie, is vereist. 
De reeks 1 − 2 + 3 − 4 + ⋯ is nauw verwant aan de Grandi-reeksen 1 − 1 + 1 − 1 + ⋯. Euler behandelde deze twee als speciale gevallen van 1 − 2n + 3n − 4n + ⋯ voor willekeurige n, een onderzoek dat voortborduurde op zijn werkzaamheden aan het Bazel-probleem en dat leidde naar de functionaalvergelijkingen voor wat men nu kent als de Dirichlet-èta-functie en de Riemann-zèta-functie.